# Daniel Goossens

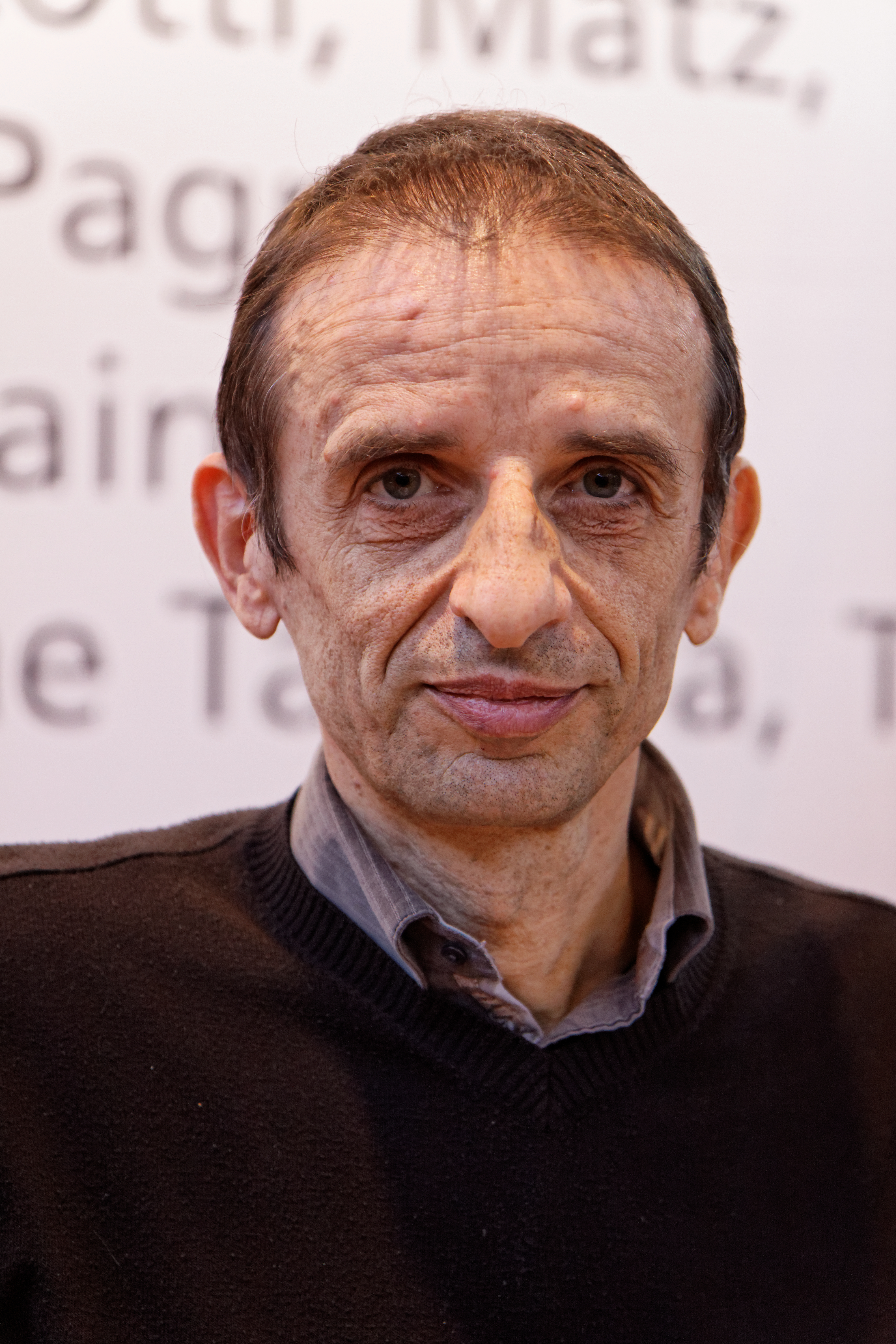
Daniel Goossens, 2012

Daniel Goossens (* 16. Mai 1954 in Paris) ist ein französischer Comiczeichner.

## Leben
Bereits mit 16 Jahren konnte Daniel Goossens eine Zeichnung in Spirou veröffentlichen. Regelmäßige Veröffentlichungen begannen 1971 in der Pfadfinder-Zeitschrift Pionniers,  es folgten einige Kurzgeschichten bei Pilote. 1977 wurde er regelmäßiger Zeichner für die von Gotlib gegründete Zeitschrift Fluide glacial. Er veröffentlichte in nahezu jeder Ausgabe eine Folge seiner absurden Serien. Parallel dazu arbeitete er auch für die Magazine (à suivre), Marie-France, Psikopat und Rigolo. Seine für Rigolo entstandenen Kurzgeschichten wurden unter dem Titel Laisse Autant le Vent Emporter 1985 von Les Humanoïdes Associés veröffentlicht. In deutscher Sprache erschien 1982 ein Sammelband im Volksverlag, einzelne Geschichten wurden in U-Comix herausgebracht.

## Auszeichnungen
1997 erhielt er den Grand Prix de la Ville d’Angoulême und den Prix de l’École supérieure de l’image auf dem Internationalen Comicfestival in Angoulême.

## Werke
- Le Messie est revenue
- L’Encyclopédie des Bébés
- La Vie d’Einstein
- Georges et Louis